# ان کورسینسکی
ان کورسینسکی (انگلیسی: Anne Kursinski؛ زادهٔ ۱۶ آوریل ۱۹۵۹) سوارکار پرش اهل ایالات متحده آمریکا است.